# Misako Aoki
Misako Aoki (青木 美沙子 Aoki Misako?) (3 de junio de 1983; prefectura de Chiba, Japón) es una modelo de moda japonesa, embajadora de la cultura pop y desde 2013, presidenta de la Asociación de Lolitas de Japón.
Debutó como modelo mientras estaba estudiando en la escuela técnica de enfermería. Poco después de graduarse, trabajó en varios hospitales universitarios y profesionalmente labora como enfermera casera a tiempo parcial. Como modelo, ha representado a la moda japonesa lolita a través de la revista KERA.
En marzo de 2009 fue nombrada por el Ministerio de Asuntos Exteriores de Japón como "Embajadora Kawaii" representando a la moda lolita, con el fin de diseminar dicha tendencia a nivel global.
En febrero de 2013, fundó la Asociación de Lolitas de Japón (日本ロリータ協会 Nihon Lolita Kyōkai?) de la cual es su presidenta. El objetivo de dicha asociación es fortalecer los lazos con personas interesadas en la moda lolita a nivel mundial y establecer embajadas en los países con comunidades de moda lolita.